# Чакарас

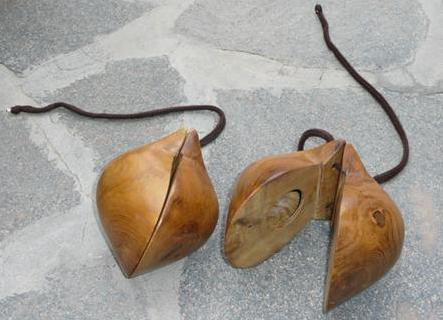
Чакарас, изготовленные из дерева

Ча́карас, исп. Chácaras, ж.р., мн. ч. — перкуссионный музыкальный инструмент канарского происхождения, похожий на кастаньеты, но большего размера. Обычно чакарас изготавливают из кости, дерева или металла. Это идиофон и взаимосвязанный инструмент, представляющий из себя четыре попарно соединённые полусферы размером с ладонь (например, половинки двух кокосовых орехов), скрепленные шнурком. Чакара macho с более глубоким звуком отмечает ритм (maja), а чакара hembra исполняет аккомпанемент.
Несмотря на то, что чакарас не упоминается в исторических и археологических записях, название имеет гуанчское происхождение, связанное с континентальными амазигскими словами «шакар» (šakar) и «ашкаран» (aškaran), которые означали «копыто», что, с одной стороны, уточняет форму инструмента, а с другой стороны, указывает на звук, соответствующий звуку копыт скачущей лошади. Точная датировка происхождения не доказана.
Чакарас происходят из культуры аборигенов Канарских островов и продолжают оставаться фундаментальной частью многих её музыкальных форм, таких как тахарасте. Игра на чакарас часто сопровождается барабанами тамбор и пением, а также baile de tambor (танец с барабанами). Чакарас особенно распространены на островах Эль-Йерро и Ла-Гомера, где они большие, «больше, чем руки человека, который их держит». На других островах применяются чакарас куда меньшего размера, и часто их называют просто кастаньетами. На островах Фуэртевентура и Лансароте также используется множество lapas («блюдечек»), которые, хотя и не могут считаться чакарас в строгом смысле, имеют схожее устройство и звучание. Кроме того, каркабы гнауа крайне напоминают чакарас, и, по-видимому, имеют схожее происхождение.